# Tvboy
Ne doit pas être confondu avec TV Boy.
Tvboy, de son nom civil Salvatore Benintende, né à Palerme le 16 juillet 1980, est un artiste graffeur italien.

## Biographie

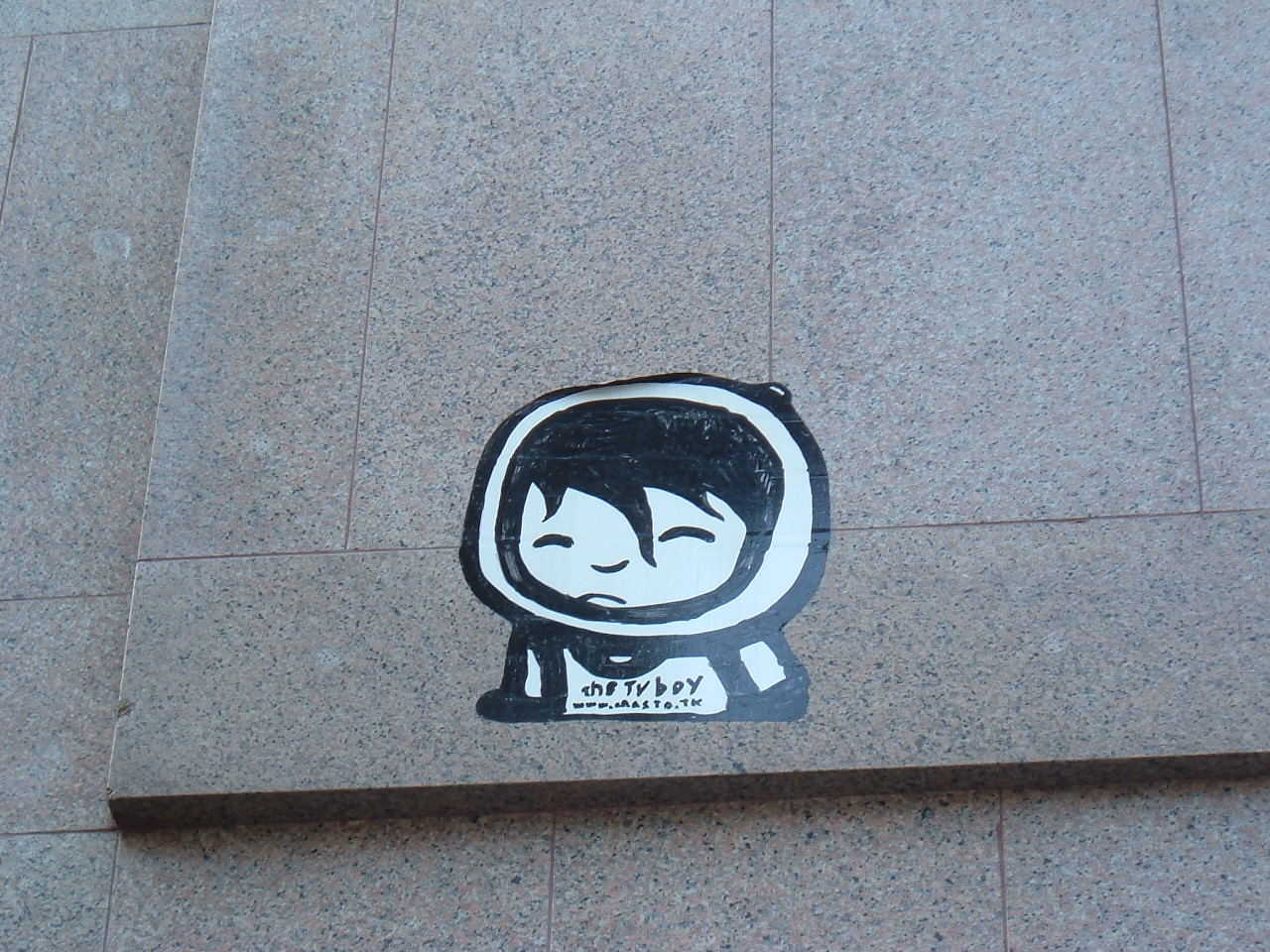
Autocollant sur un mur de Milan.

Né en Sicile, TVboy grandit à Novate Milanese. Il réalise ses premiers graffiti en 1996, qu'il signe du pseudonyme Crasto. En 1999, il s'inscrit en design à l'École polytechnique de Milan. En 2002, il étudie les beaux-arts pendant une année à l'Université du Pays basque à Bilbao.
Utilisant la technique du pochoir, il peint sur les écrans de vieilles télévisions, participe pour la première fois à une exposition à la faculté de design de Milan et commence à être connu comme Crasto the tvboy. Tvboy utilise la même technique pour apposer sur les murs de Milan des graffiti et des autocollants représentant des visages pris dans des écrans de télévision.
Il abandonne la technique du pochoir, la trouvant trop impersonnelle, et commence à faire des graffiti à main levée, à la bombe ou au stylo-feutre.
Depuis 2004, il réside à Barcelone.

## Influences
L'inspiration de Tvboy vient du pop art, de la bande dessinée et des jeux vidéo.

## Le commentaire social
Une partie des peintures murales de Tvboy sont des commentaires sur les événements politiques et sociaux en Italie. Il a pris comme sujet la pollution de l'air, le pape François, des footballeurs, des écrivains comme Roberto Saviano, des hommes politiques. En mars 2019 apparaît dans une rue de Rome (le vicolo della torretta) une peinture murale représentant Giuseppe Conte en Pinocchio, entouré de Luigi Di Maio en chat et Matteo Salvini en renard, ces deux animaux étant des personnages fourbes dans la fable de Collodi.

## Expositions[6]
2015-2018
- 2018
  - Urban Pop Icons , Galeria Legart, Novare
  - One of a kind, Galería 3 Punts, Barcelone
  - VIP Society, Italian Embassy, Madrid
  - ArtGenova 18, Stand EF Arte, Gênes

- 2017
  - Imaginart, Bogota
  - ArtMed17, Medellín
  - Imaginart, Art Wynwood, Miami
  - Icone Moderne, Istituto Italiano di Cultura, Barcelone

- 2016
  - Ipse Dixit, EF Arte & Collection Milan
  - Monaco Icons, Art Hermitage, Monaco
  - US Icons, Mandalay Bay, Las Vegas
  - Iconos Modernos, One Ocean Club, Barcelone
  - Modern Icons, Art01Gallery, Barcelone

- 2015
  - Rome Street Home, Galleria Lancellotti, Rome
  - Very Contemporary, Galleria1 Opera, Naples[7].